# バンカー (役馬)
バンカー（2004年 - 2023年）は、日本の役馬。品種はアメリカンクォーターホース。北杜市小淵沢にある乗馬クラブのラングラーランチに所属して大河ドラマなど多くの時代劇に出演し、ファンからはバンカーくんの愛称で親しまれた。性別は騸馬。
役馬とは、映画やドラマの撮影などで役者を乗せて演じる馬である。撮影では乗馬になれない役者が演技に集中できるように、役馬は人の指示に頼らず要求された動きをすることが求められる。ラングラーランチの代表でバンカーのオーナーでもある田中光法は、役馬は撮影の前のリハーサルで撮影で演じる役割と周りの役者の立ち回りなどを覚えさせてから本番に臨むとしたうえで、バンカーの役馬としての才能について撮影に対する圧倒的な理解力をもつことを挙げている。

## 経歴
バンカーは2004年生まれで、鼻筋に通っている白の毛筋が外見的な特徴である。ラングラーランチの厩舎に入ったのは2006年である。田中は通常は自ら馬を見に足を運んで買い付けを行うが、バンカーはトレーニングを撮影したビデオを見ただけで素質を感じて購入した。しかしラングラーランチに来た直後に裂蹄（爪が割れる病気）になり休養が続いた。
役馬になるためには、強い照明・旗・火・爆発音など馬が怖がる状況や槍などを振り回し襲ってくる役者などに慣れる訓練が必要となる。バンカーも他の馬と同様に2年ほどの訓練を行ったのち役馬としてデビューした。大河ドラマで初めて主役を乗せたのは『軍師官兵衛』（2014年）で黒田官兵衛役を演じる岡田准一であった。生涯で出演した作品数は大河ドラマだけで10本以上、映画などを含めると50本を超える。撮影以外では信玄公祭りで歴代の信玄公役が騎乗したほか、ラングラーランチの来場者への乗馬体験も務めた。
バンカーは2022年11月ごろから体調を崩した。2023年1月15日に馬房の中で立ち上がれなくなり、同月23日に亡くなった。訃報が伝えられるとネット上でも惜しむ声が相次ぎ、SNS上で「バンカーくん」がトレンド入りした。

## 評価
岡田准一はバンカーを特に気に入り「僕は、バンカーとは100％相性がいいというか、乗った時のバランスもいいらしくて、すごく大好きな馬です」とコメントしている。映画『関ヶ原』（2017年）で主演を演じた際にも愛馬役として指名しており、その性格を「霧や雨の中など、視界が見えなくなる場所に入っていくこと以外は、僕の言うことを100％聞いてくれます」「役馬として優秀な馬なので、爆破シーンなどにも動じないんです。だからわざと手綱を引っ張ったり、動かしたりして、びっくりしているふうに見せなくてはいけなかった」と評している。
またバンカーの最期のテレビ出演となった『大奥』（2023年）で騎乗した冨永愛は、「彼はテストと本番がわかっている本当のプロで、本番になるとトップスピードになる、本当に頭のいい馬でした」とコメントしている。

## 主な出演作品
- 軍師官兵衛（2014年）- 共演：岡田准一（黒田官兵衛役）[2]
- おんな城主 直虎（2017年）- 共演：菅田将暉（井伊直政役）[2]
- 関ヶ原（2017年）- 共演：岡田准一（石田三成役）[9]
- 西郷どん（2018年）- 共演：渡辺謙（島津斉彬役）[2]
- 麒麟がくる（2020年）- 共演：長谷川博己（明智光秀役）[2]
- 青天を衝け（2021年）- 共演：草彅剛（徳川慶喜役）[2]
- 燃えよ剣（2021年）- 共演：岡田准一（土方歳三役）[2]
- 鎌倉殿の13人（2022年）- 共演：小栗旬（北条義時役）・坂口健太郎（北条泰時役）[2]
- どうする家康（2023年）- 共演：北川景子（お市役）[2]
- 大奥（2023年）- 共演：冨永愛（徳川吉宗役）[2]